# خدا (فیلم ۱۹۷۸)
خدا  (به هندی: Devata) فیلمی هندی محصول سال ۱۹۷۸ و به کارگردانی اس. راماناتان است. در این فیلم بازیگرانی همچون سانجیو کومار، شبانه اعظمی، راکیش روشن، دنی دنزونگپا و ساریکا ایفای نقش کرده‌اند.